# Mekarsari (Bayongbong)
Mekarsari is een bestuurslaag in het regentschap Garut van de provincie West-Java, Indonesië. Mekarsari telt 3987 inwoners (volkstelling 2010).